# Masao Itō
Masao Itō (伊藤正男, Itō Masao), né le 4 décembre 1928 à Nagoya et mort le 18 décembre 2018, est un neuroscientifique japonais et directeur de l'institut RIKEN des sciences du cerveau. 

## Carrière
Masao Ito est diplômé de l'université de Tokyo avec un M.D. en 1953 et un Ph.D. en 1959. Il est chercheur à l'université nationale australienne de 1959 à 1962 et enseigne à l'université de Tokyo à partir de 1963.

Il a proposé plusieurs hypothèses concernant le fonctionnement du cervelet et des cellules de Purkinje. En effet, il considère le cervelet comme une "machine à apprendre" via un système essai-erreur. Les fibres grimpantes du cervelet relaieraient des messages d'erreurs aux cellules de Purkinje, participant ainsi à un mécanisme d'apprentissage par essai-erreur.

## Distinctions
Masao Itō remporte le prix Gruber des neurosciences en 2006 et le prix japonais en 1996. Il est élu membre étranger de la Royal Society en 1992.